# NGC 5217
NGC 5217 est une galaxie elliptique relativement éloignée et située dans la constellation de la Chevelure de Bérénice. Sa vitesse par rapport au fond diffus cosmologique est de 8 320 ± 19 km/s, ce qui correspond à une distance de Hubble de 122,7 ± 8,6 Mpc (∼400 millions d'al). NGC 5217 a été découverte par l'astronome britannique John Herschel en 1826.
NGC 5217 est possiblement une galaxie du champ, c'est-à-dire qu'elle n'appartient pas à un amas ou un groupe et qu'elle est donc gravitationnellement isolée.
À ce jour, une mesure non basée sur le décalage vers le rouge (redshift) donne une distance d'environ 89,300 Mpc (∼291 millions d'al). Cette valeur est nettement à l'extérieur des valeurs de la distance de Hubble. Notons cependant que c'est avec la valeur moyenne des mesures indépendantes, lorsqu'elles existent, que la base de données NASA/IPAC calcule le diamètre d'une galaxie et qu'en conséquence le diamètre de NGC 5217 pourrait être d'environ 54,0 kpc (∼176 000 al) si on utilisait la distance de Hubble pour le calculer.